# Hobbs Kessler
Hobbs Kessler, né le 15 mars 2003, est un athlète américain spécialiste des épreuves de demi-fond.

## Biographie
Le 1er octobre 2023 à Riga à l'occasion des Championnats du monde de course sur route, Hobbs Kessler remporte l'épreuve du mile en établissant un nouveau record du monde sur route en 3 min 56 s 13.

## Palmarès
| Date | Compétition                               | Lieu    | Résultat | Épreuve | Performance   |
| ---- | ----------------------------------------- | ------- | -------- | ------- | ------------- |
| 2023 | Championnats du monde de course sur route | Riga    | 1er      | Mile    | 3 min 56 s 13 |
| 2024 | Championnats du monde en salle            | Glasgow | 3e       | 1 500 m | 3 min 36 s 72 |
| 2024 | Jeux olympiques                           | Paris   | 4e       | 1 500 m | 3 min 29 s 45 |

## Records
| Épreuve      | Performance        | Lieu  | Date             |
| ------------ | ------------------ | ----- | ---------------- |
| 1 500 m      | 3 min 29 s 45      | Paris | 6 août 2024      |
| Mile (route) | 3 min 56 s 13 (WR) | Riga  | 1er octobre 2023 |